# Conjunto Histórico núcleo rural de Argul
Situado en la zona del alto Navia, en el occidente de Asturias, próximo a la capital del concejo, Argul es uno de los pueblos más bajos del mismo, encontrándose su altitud media entre los 250 y los 300 metros. Está asentado Argul sobre una zona de media montaña, con una orografía compleja acentuada por la excavación producida por el río Agüeira, lo que ha dificultado enormemente las posibilidades del núcleo, tanto desde la perspectiva de su emplazamiento -sobre roca madre y ladera excavada- como de su situación en relación con otros asentamientos del concejo, confiriéndole unas condiciones de poblamiento montano, abrupto y aislado.
El pueblo, hoy casi abandonado, constituye una de las mayores singularidades arquitectónicas del occidente asturiano.
Sobrias edificaciones de piedra se apoyan en el roquedo natural y en algunos casos sobre el propio muro del camino, dejando túneles en el medio para el paso de personas y ganado, configurando así un arracimado complejo de paisajes subterráneos bajo las propias casas, que se denominan veiriles (túneles de las callejas).
Estos túneles y pasadizos se forman debajo de las viviendas, unidas en su parte superior por altos corredores de madera que permiten recorrer el pueblo de arriba abajo sin pisar el suelo.
El conjunto es abigarrado y su configuración parece cerrarse sobre sí misma, a modo de anillo concéntrico, estableciendo mecanismos de comunicación entre los edificios a base de galerías y túneles, por medio de los cuales no solamente se relacionan los elementos de una misma casería, sino que también se resuelven las servidumbres de paso al margen de los caminos internos tradicionales, componiendo un peculiar caserío.
Las caserías están construidas, en su mayoría, por diferentes elementos organizados en torno a un patio, entre los cuales destacan el hórreo y la torre- palomar. Muchas de las edificaciones tienen también palomares en los desvanes.
Algunas casas no han necesitado cimentación alguna, de modo que están edificadas sobre la roca del muro del camino.
Con este sistema, además de una sólida edificación, las viviendas ganan amplitud, porque se edifica sobre el propio camino, dejando un pasadizo para el tránsito de las personas y de los animales, que, en algunos casos, como en la casa de "Vilar", tienen hasta 20 metros de longitud.
Los materiales de construcción utilizados son autóctonos:
piedra, pizarra, madera y barro, con ellos se construyen edificaciones muebles y aperos.
Siempre se cita Argul como el pueblo más antiguo del concejo, aunque se desconoce en qué época tuvo lugar su primer asentamiento.
El primer momento cultural del que se tiene constancia en Argul está representado por la cultura castreña en «El Castro», yacimiento de cronología y tipología imprecisa; se trata de una pequeña elevación situada en un espolón sobre el río Agüeira, a unos 100 metros al suroeste del pueblo, sin sistema defensivo visible en la actualidad, pese a lo cual goza de una privilegiada situación. Sobre él se cuentan leyendas de moros, lo que avala la hipótesis de que se trata de un lugar de poblamiento antiguo.
No se puede dar una fecha exacta para el inicio del poblamiento de este castro, debido a la falta de una excavación arqueológica exhaustiva. Se localiza en una zona donde abundan las explotaciones auríferas, presumiblemente de época romana, por lo que quizás deba ser puesto en relación cronológica con ellas, sin descartar una ocupación en épocas anteriores y/o posteriores.
Las explotaciones auríferas en el concejo de Pesoz están representadas en las labores de corta de «Las Furadias», «La Carcabúa» y «El Canal» en Argul y las llamadas «Antiguas» en San Pedro de Agüeira, localizadas en la zona de contacto entre las pizarras de Luarca y las areniscas de grano fino de Agüeira.
Por otra parte, en la Sierra del Cornu, un pequeño Chao debajo del monte Payalín, se localizaron dos torques, conocidos en la bibliografía como procedentes de Argull o Payalín.
La cronología de estas joyas, hoy desaparecidas, es difícil de precisar aunque, si nos atenemos a las fechas dadas para piezas semejantes, tendríamos que remontarnos a los siglos III-II antes de Cristo, en un contexto anterior a la romanización.
La zona en la que se haya enclavado el concejo de Pesoz corresponde a la habitada por los pueblos prerromanos galaicos, como los Albiones, establecidos entre los ríos Navia y Eo, territorio que en época romana formó parte del Conventus Lucensis.
La época medieval está también representada. El topónimo «torrevella» nos sugiere la posibilidad de que en ese lugar se hubiera levantado una torre vieja anterior a la que se yergue en el centro del casco de Pesoz. Así, una posible torre en ese lugar entraría en relación con la cercana necrópolis de la desaparecida ermita de San Miguel. En la necrópolis del campo de San Miguel, en la parte baja de la ladera del monte Payalin, se observan varias lajas que se corresponden con tumbas de lajas seguramente vinculadas con la desaparecida ermita del mismo nombre, ya que la actual se ubica más arriba.
La referencia más antigua del pueblo de la que tenemos constancia es un documento de 30 de mayo de 972, conservado en el archivo de la catedral de Oviedo.
Madoz, en su «Diccionario» presta mayor atención al lugar de Argul que al resto de las entidades de población del Concejo, con la única y lógica excepción de su capital, lo que nos lleva a pensar que dicho núcleo tenía bastante importancia dentro del concejo a mediados del siglo XIX.
Posteriormente, Argul se vio afectado por el éxodo rural, que llevó a muchos de sus pobladores a América, lo que explica que el estado de conservación de sus casas sea, en ocasiones, bastante deficiente.
Situado en la zona del alto Navia, en el occidente de Asturias, próximo a la capital del concejo, Argul es uno de los pueblos más bajos del mismo, encontrándose su altitud media entre los 250 y los 300 metros. Está asentado Argul sobre una zona de media montaña, con una orografía compleja acentuada por la excavación producida por el río Agüeira, lo que ha dificultado enormemente las posibilidades del núcleo, tanto desde la perspectiva de su emplazamiento -sobre roca madre y ladera excavada- como de su situación en relación con otros asentamientos del concejo, confiriéndole unas condiciones de poblamiento montano, abrupto y aislado.
El pueblo, hoy casi abandonado, constituye una de las mayores singularidades arquitectónicas del occidente asturiano.
Sobrias edificaciones de piedra se apoyan en el roquedo natural y en algunos casos sobre el propio muro del camino, dejando túneles en el medio para el paso de personas y ganado, configurando así un arracimado complejo de paisajes subterráneos bajo las propias casas, que se denominan "veiriles" ("túneles de las callejas").
Estos túneles y pasadizos se forman debajo de las viviendas, unidas en su parte superior por altos corredores de madera que permiten recorrer el pueblo de arriba abajo sin pisar el suelo.
El conjunto es abigarrado y su configuración parece cerrarse sobre sí misma, a modo de anillo concéntrico, estableciendo mecanismos de comunicación entre los edificios a base de galerías y túneles, por medio de los cuales no solamente se relacionan los elementos de una misma casería, sino que también se resuelven las servidumbres de paso al margen de los caminos internos tradicionales, componiendo un peculiar caserío.
Las caserías están construidas, en su mayoría, por diferentes elementos organizados en torno a un patio, entre los cuales destacan el hórreo y la torre- palomar. Muchas de las edificaciones tienen también palomares en los desvanes.
Algunas casas no han necesitado cimentación alguna, de modo que están edificadas sobre la roca del muro del camino.
Con este sistema, además de una sólida edificación, las viviendas ganan amplitud, porque se edifica sobre el propio camino, dejando un pasadizo para el tránsito de las personas y de los animales, que, en algunos casos, como en la casa de "Vilar", tienen hasta 20 metros de longitud.
Los materiales de construcción utilizados son autóctonos:
Piedra, pizarra, madera y barro, con ellos se construyen edificaciones muebles y aperos.
Siempre se cita Argul como el pueblo más antiguo del concejo, aunque se desconoce en qué época tuvo lugar su primer asentamiento.
El primer momento cultural del que se tiene constancia en Argul está representado por la cultura castreña en "El Castro", yacimiento de cronología y tipología imprecisa; se trata de una pequeña elevación situada en un espolón sobre el río Agüeira, a unos 100 metros al S.W. del pueblo, sin sistema defensivo visible en la actualidad, pese a lo cual goza de una privilegiada situación. Sobre él se cuentan leyendas de "moros", lo que avala la hipótesis de que se trata de un lugar de poblamiento antiguo.
No se puede dar una fecha exacta para el inicio del poblamiento de este castro, debido a la falta de una excavación arqueológica exhaustiva. Se localiza en una zona donde abundan las explotaciones auríferas, presumiblemente de época romana, por lo que quizás deba ser puesto en relación cronológica con ellas, sin descartar una ocupación en épocas anteriores y/o posteriores.
Las explotaciones auríferas en el concejo de Pesoz están representadas en las labores de corta de "Las Furadias", "La Carcabúa" y "El Canal" en Argul y las llamadas "Antiguas" en San Pedro de Agüeira, localizadas en la zona de contacto entre las pizarras de Luarca y las areniscas de grano fino de Agüeira.
Por otra parte, en la Sierra del Cornu, un pequeño "Chao" debajo del monte Payalín, se localizaron dos torques, conocidos en la bibliografía como procedentes de Argull o Payalín.
La cronología de estas joyas, hoy desaparecidas, es difícil de precisar aunque, si nos atenemos a las fechas dadas para piezas semejantes, tendríamos que remontarnos a los siglos III-II antes de Cristo, en un contexto anterior a la romanización.
La zona en la que se haya enclavado el concejo de Pesoz corresponde a la habitada por los pueblos prerromanos galaicos, como los "Albiones", establecidos entre los ríos Navia y Eo, territorio que en época romana formó parte del "Conventus Lucensis".
La época medieval está también representada. El topónimo "torrevella" nos sugiere la posibilidad de que en ese lugar se hubiera levantado una torre vieja anterior a la que se yergue en el centro del casco de Pesoz. Así, una posible torre en ese lugar entraría en relación con la cercana necrópolis de la desaparecida ermita de San Miguel. En la necrópolis del campo de San Miguel, en la parte baja de la ladera del monte Payalin, se observan varias lajas que se corresponden con tumbas de lajas seguramente vinculadas con la desaparecida ermita del mismo nombre, ya que la actual se ubica más arriba.
La referencia más antigua del pueblo de la que tenemos constancia es un documento de 30 de mayo de 972, conservado en el archivo de la catedral de Oviedo (y publicado por S.
García Larregueta en 1962 en su obra sobre los documentos del templo catedralicio). Madoz, en su "Diccionario" presta mayor atención al lugar de Argul que al resto de las entidades de población del Concejo, con la única y lógica excepción de su capital, lo que nos lleva a pensar que dicho núcleo tenía bastante importancia dentro del concejo a mediados del siglo XIX.
Posteriormente, Argul se vio afectado por el éxodo rural, que llevó a muchos de sus pobladores a América, lo que explica que el estado de conservación de sus casas sea, en ocasiones, bastante deficiente.